# Helgi Skúlason
Helgi Skúlason (4. september 1933 – 25. september 1996) var en islandsk skuespiller.

## Filmografi (udvalg)
- 1984 – Når ravnen flyver
- 1987 – Stifinderen
- 1988 – Ravnens skygge
- 1991 – Den hvide viking
- 1992 – Svo á jördu sem á himni